# Tzav
Tzav, ou Tsav (צו — Hébreu pour "prescris,” le sixième mot et premier distinctif de la parasha) est la 25e parasha (section hebdomadaire) du cycle annuel juif de lecture de la Torah et la seconde parasha du Sefer Vayikra (Livre du Lévitique).
Elle est constituée de Lv 6,1-8:36. Les Juifs de la Diaspora la lisent le 24e ou 25e Sabbath suivant Sim'hat Torah, généralement en mars ou au début d'avril.

## Résumé
Ayant détaillé à Moïse la fonction des offrandes, Dieu dit à Moïse de prescrire aux cohanim la manière dont celles-ci doivent être apportées, quand ils peuvent être consommés, et par qui. Il interdit la consommation du sang et de certaines graisses.
Ayant consacré Aaron et ses fils au service du sanctuaire, Moïse endosse temporairement le rôle du Cohen Gadol pour leur faire la démonstration pratique de la façon dont le culte doit s’opérer. Cette initiation dure sept jours.

### Divisions de la parasha lors de la lecture complète
La lecture de la parasha à la synagogue le sabbath est traditionnellement divisée en sept sections, pour lesquelles un membre différent de la congrégation est appelé à lire. La première lecture, le rishon, échoit traditionnellement à un cohen, la seconde, appelée sheni, à un levi, les suivantes à un israël (ni cohen ni levi). La septième section comporte une sous-section, le maftir, qui est lu par la personne qui lira ensuite la haftara.
Les sections de la parashat Tzav sont:
- rishon: quelques instructions supplémentaires pour les offrandes en holocauste ('olah) et de farine (min'ha)
- sheni: oblations de farine (mena'hot) propres au Cohen Gadol et au simple cohen; lois supplémentaires le korban 'hatat et le korban asham
- shlishi: ordonnances supplémentaires pour les korban shelamim, ainsi que les portions qui doivent être partagées avec le cohen
- revi'i, hamishi, shishi et shevi'i : description des sept premiers jours du processus de la cérémonie d'inauguration pour Aaron et ses quatre fils. Moïse officie en tant que Cohen Gadol pour les besoins de cette "répétition", et durant tout ce temps, Aaron et ses fils ne peuvent quitter le Tabernacle.
  - maftir:

### Divisions de la parasha lors de la lecture abrégée
Une lecture publique de la parasha fut instaurée par Ezra le Scribe le lundi et le jeudi à la synagogue. Cette lecture, sensiblement plus courte, ne comprend que trois sections, la première réservée au cohen, la seconde au levi, la troisième à un israël
- Section du cohen:
- Section du levi:
- Section de l'israël:

### Maqam
Un maqam est un système de modes musicaux utilisé dans la musique arabe mélodique classique. Les juifs originaires des pays orientaux (Afrique du Nord, Syrie) s'en sont inspirés, et adaptent la mélodie de la liturgie du Shabbat en fonction du contenu de la parasha de cette semaine. Ils emploient 10 maqam différents, possédant chacun son usage propre.
Le maqam utilisé lors du sabbath au cours duquel on lit la parashat Tzav est le Maqam Nawah, Tzav coïncidant avec le Chabbat Hagadol, le sabbath précédant la Pâque.

## Commandements
La Torah comporte, selon la tradition rabbinique, 613 prescriptions. Différents sages ont tenté d'en établir un relevé dans le texte biblique.
Selon l'un de ces computs les plus célèbres, le Sefer HaHinoukh, la parashat Tzav comporte 9 prescriptions positives et 9 prescriptions négatives:
- Retirer les cendres de l'autel tous les matins (Lv 6,3.)
- Entretenir le feu sur l'autel chaque jour (Lv 6,6.)
- Interdiction d'éteindre le feu sur l'autel (Lv 6,6.)
- Les prêtres doivent consommer les "restes" des oblations de farine (Lv 6,9.)
- Interdiction de faire cuire une offrande de farine avec du levain (Lv 6,10.)
- Le Cohen Gadol doit apporter une offrande de farine de façon quotidienne (Lv 6,13.)
- Interdiction de consommer l'oblation d'un cohen[4] (Lv 6,16.)
- Règles concernant l'offrande expiatoire ('hatat)(Lv 6,18.)
- Interdiction de consommer la chair d'une offrande expiatoire dont le sang a été aspergé "à l'intérieur" (Lv 6,23.)
- Règles concernant l'offrande délictive (asham) (Lv 7,1.)
- Règles concernant le sacrifice rémunératoire (shelamim) (Lv 7,11.)
- Interdiction de laisser de la chair d'un sacrifice de shelamim jusqu'au matin (Lv 7,15.)
- Obligation de brûler ce qui reste de la viande des sacrifices passé le délai imposé par la loi (Lv 7,17.)
- Interdiction de consommer le piggoul[5] (Lv 7,18.)
- Interdiction de consommer la viande des sacrifices devenue impure (Lv 7,19.)
- Obligation de brûler la viande sanctifiée devenue impure (Lv 7,19.)
- Ne pas consommer le suif (Lv 7,23.)
- Ne pas consommer le sang des mammifères et des oiseaux (Lv 7,26.)

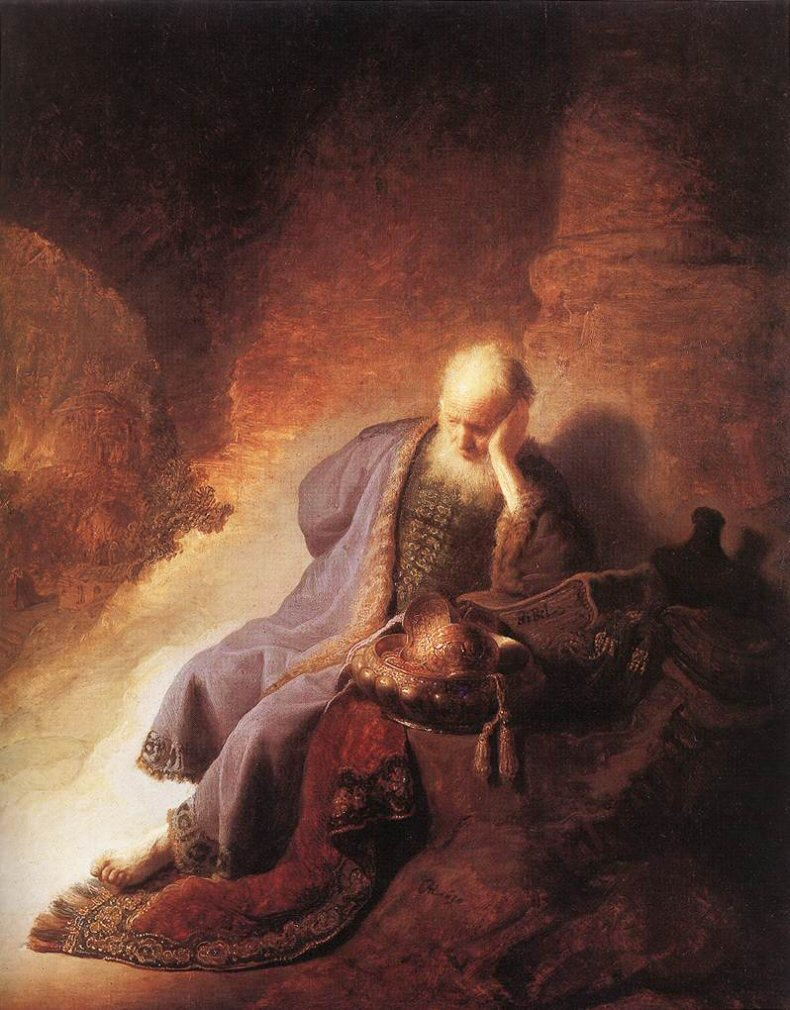
Jérémie se lamentant sur la destruction de Jérusalem (tableau de Rembrandt)

## Haftara
La haftara est une portion des livres des Neviim ("Les Prophètes") qui est lue publiquement à la synagogue après la lecture de la Torah. Elle présente généralement un lien thématique avec la parasha qui l'a précédée.
La haftara pour la parashat Tzav est Jérémie 7:21–8:3 & 9:22–23.
Comme la parasha, il est question dans la haftara d'offrandes en holocauste (‘olah) et de sacrifices (zeva'h --  7,21.)
Jérémie les évoque pour prêcher la priorité de l'obéissance à la Loi de Dieu sur les seuls sacrifices rituels ( 7,22–23.)

### Chabbat HaGadol
Lorsque la parashat Tzav coïncide avec le Chabbat HaGadol (le « Grand Sabbath, » c'est-à-dire le sabbath spécial précédant immédiatement la Pâque — comme c'est le cas en 2007, 2009, 2010, 2012, 2013, et 2015), la haftara est lue dans Malachie 3:4–24.
La haftara fait référence à un « grand jour » (yom gadol, que l'on considère comme faisant allusion au Chabbat HaGadol) que Dieu prépare ( 3,17–19)

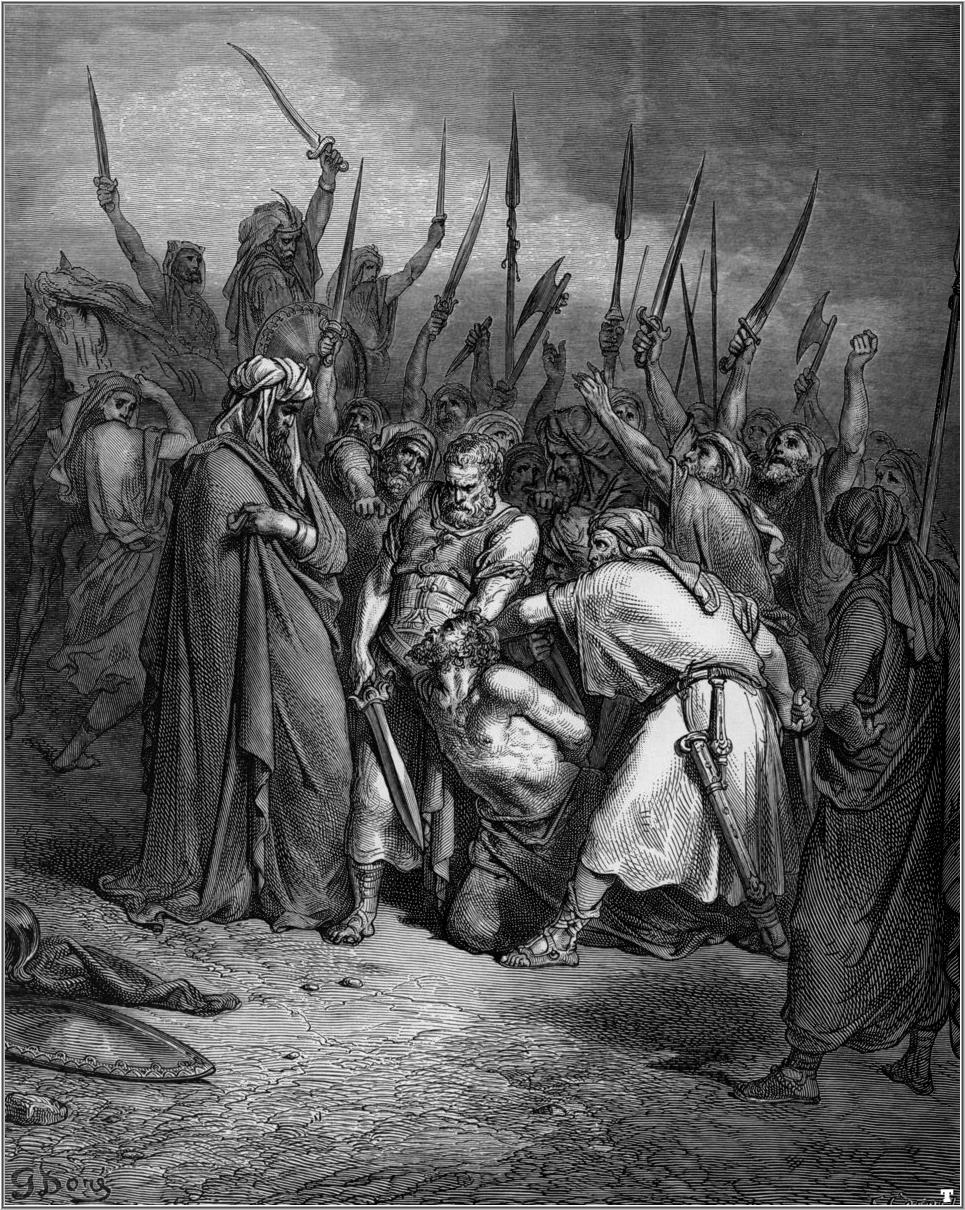
La mort d'Agag (illustration de Gustave Doré)

### Chabbat Zakhor
Lorsque la parashat Tzav coïncide avec le Chabbat Zakhor (le Sabbath spécial qui précède immédiatement Pourim — comme c'est le cas en 2006, 2007, 2009, 2011 et 2014), la haftara est:
- pour les juifs ashkénazes: 1Samuel 15:2–34;
- pour les juifs sépharades:  15,1–34.

À Chabbat Zakhor, les Juifs lisent la parashat Zakhor (Deutéronome 25:17–19 :

« Souviens-toi (zakhor) ce que te fit Amalek pendant la route, lors de votre sortie d’Égypte, 
comment il te rencontra dans le chemin, et, sans aucune crainte de Dieu, tomba sur toi par derrière, sur tous ceux qui se traînaient les derniers, pendant que tu étais las et épuisé toi-même. 
Lorsque YHWH, ton Dieu, après t’avoir délivré de tous les ennemis qui t’entourent, t’accordera du repos dans le pays que YHWH, ton Dieu, te donne en héritage et en propriété, tu effaceras la mémoire d’Amalek de dessous les cieux : ne l’oublie point. »

La haftara pour Chabbat Zakhor,  15,2–34 ou 1–34, décrit la rencontre de Saül avec la tribu d'Amalek, et le sort que réservèrent Samuel et Saül au roi amalécite Agag.
La fête de Pourim commémore le miraculeux dénouement (Est 1,1–10:3.) qui suivit le projet d'extermination des Juifs par Haman fils de Hammedata l'Agaggite (Est 3,1.
Ledit Haman descendrait, selon un midrash, d'un enfant né du roi Agag entre sa capture par Saül et son exécution par Samuel.